# Llista de monuments de Gaià
Llista de monuments de Gaià inclosos en l'Inventari del Patrimoni Arquitectònic Català per al municipi de Gaià (Bages). Inclou els inscrits en el Registre de Béns Culturals d'Interès Nacional (BCIN) amb la classificació de monuments històrics i els Béns Culturals d'Interès Local (BCIL) de caràcter arquitectònic.
| Monument                                                                                        | Protecció   | Estil/època              | Localització                                                        | Coordenades                                          | Codi?         | Imatge |
| ----------------------------------------------------------------------------------------------- | ----------- | ------------------------ | ------------------------------------------------------------------- | ---------------------------------------------------- | ------------- | --- |
| Castell de Gaià                                                                                 | BCIN 874-MH | Medieval                 | Gaià Turó de Santa Àgata                                            | 41° 55′ 08″ N, 1° 55′ 10″ E / 41.918928°N,1.919571°E | RI-51-0005481 | Carregueu una nova foto d'aquest monument                                                                                               |
| Conjunt de Pla del Forn                                                                         |             | Obra popular XVIII       | Gaià Pla del Forn                                                   | 41° 54′ 43″ N, 1° 55′ 17″ E / 41.911880°N,1.921425°E | IPA-16499     | Carregueu una nova foto d'aquest monument                                                                                               |
| El Raval de Gaià                                                                                |             | Obra popular XVIII       | Gaià El Raval, ctra. de Navàs a Prats, km 5                         | 41° 55′ 06″ N, 1° 55′ 32″ E / 41.918371°N,1.925476°E | IPA-16500     | Carregueu una nova foto d'aquest monument                                                                                               |
| Mas la Riera                                                                                    |             | Obra popular XVII        | Gaià Ctra. a Gaià, km 1                                             | 41° 54′ 05″ N, 1° 53′ 16″ E / 41.901274°N,1.887763°E | IPA-16501     | Carregueu una nova foto d'aquest monument                                                                                               |
| Mas Vilagaià                                                                                    |             | Obra popular XVII        | Gaià Vilagaià                                                       | 41° 54′ 10″ N, 1° 54′ 22″ E / 41.902780°N,1.906008°E | IPA-16502     | Carregueu una nova foto d'aquest monument                                                                                               |
| Església de Santa Maria de Gaià                                                                 |             | Renaixement, barroc X    | Gaià Pl. de l'Església                                              | 41° 55′ 00″ N, 1° 55′ 33″ E / 41.916641°N,1.925843°E | IPA-16503     | Església de Santa Maria de Gaià · Vegeu més fotos d'aquest monument · Carregueu una nova foto d'aquest monument                         |
| Església de Sant Andreu de Genescà o Genescar                                                   |             | Romànic XIII             | Gaià Ctra. de Navà a Gaià, km 3,5 prop de la masia de Genescà       | 41° 54′ 49″ N, 1° 54′ 42″ E / 41.913652°N,1.911604°E | IPA-16504     | Església de Sant Andreu de Genescà (Gaià) · Vegeu més fotos d'aquest monument · Carregueu una nova foto d'aquest monument               |
| Mas la Codina                                                                                   |             | Obra popular XVIII       | Gaià Ctra. Navàs a Prats, km 6 pista a mà esquerra, 500 m           | 41° 55′ 52″ N, 1° 56′ 18″ E / 41.931041°N,1.938206°E | IPA-16505     | Carregueu una nova foto d'aquest monument                                                                                               |
| Mas el Soler de Lloberes                                                                        |             | Obra popular XVII        | Gaià Ctra. Navàs-Prats, km 7 vora la riera de Cornet                | 41° 55′ 33″ N, 1° 57′ 21″ E / 41.925829°N,1.955732°E | IPA-16506     | Carregueu una nova foto d'aquest monument                                                                                               |
| Església de Sant Jordi de Lloberes                                                              |             | Romànic XII              | Gaià Prop del Mas de Sant Jordi                                     | 41° 56′ 27″ N, 1° 57′ 47″ E / 41.940869°N,1.963087°E | IPA-16507     | Església de Sant Jordi de Lloberes (Gaià) · Vegeu més fotos d'aquest monument · Carregueu una nova foto d'aquest monument               |
| Cal Pragonès                                                                                    |             | Obra popular XVIII Inici | Gaià Al peu del Coll de Comadons                                    | 41° 55′ 02″ N, 1° 56′ 08″ E / 41.917087°N,1.935543°E | IPA-16508     | Carregueu una nova foto d'aquest monument                                                                                               |
| Cal Genescà                                                                                     |             | Obra popular XVIII       | Gaià                                                                | 41° 54′ 47″ N, 1° 54′ 46″ E / 41.913109°N,1.912711°E | IPA-16509     | Carregueu una nova foto d'aquest monument                                                                                               |
| Mas Coll de Comadons                                                                            |             | Obra popular XIX Inici   | Gaià Ctra. nova a Cornet                                            | 41° 54′ 55″ N, 1° 58′ 18″ E / 41.915147°N,1.971769°E | IPA-16510     | Carregueu una nova foto d'aquest monument                                                                                               |
| Cal Sala                                                                                        |             | Obra popular XVIII       | Gaià                                                                | 41° 54′ 46″ N, 1° 55′ 40″ E / 41.912736°N,1.927645°E | IPA-16511     | Carregueu una nova foto d'aquest monument                                                                                               |
| Mas la Noguera                                                                                  |             | Obra popular XVII        | Gaià Ctra. a Pinós                                                  | 41° 55′ 39″ N, 1° 55′ 36″ E / 41.927510°N,1.926535°E | IPA-16512     | Carregueu una nova foto d'aquest monument                                                                                               |
| Cal Prat                                                                                        | BCIL 2017   | Obra popular XVIII       | Gaià                                                                | 41° 54′ 59″ N, 1° 55′ 32″ E / 41.916360°N,1.925661°E | IPA-16513     | Cal Prat (Gaià) · Vegeu més fotos d'aquest monument · Carregueu una nova foto d'aquest monument                                         |
| Cal Cepillot                                                                                    |             | Obra popular XVIII       | Gaià Antic camí a Pinós                                             |                                                      | IPA-16515     | Carregueu una nova foto d'aquest monument                                                                                               |
| Cal Paloses                                                                                     |             | Obra popular XVIII       | Gaià Antic camí a Pinós                                             | 41° 56′ 15″ N, 1° 54′ 56″ E / 41.937477°N,1.915651°E | IPA-16516     | Carregueu una nova foto d'aquest monument                                                                                               |
| Mas Vilaró                                                                                      |             | Obra popular             | Gaià                                                                | 41° 56′ 44″ N, 1° 54′ 32″ E / 41.945520°N,1.909024°E | IPA-16517     | Carregueu una nova foto d'aquest monument                                                                                               |
| Mas Matamala                                                                                    |             | Obra popular XVIII       | Gaià Antic camí a Pinós                                             | 41° 56′ 03″ N, 1° 53′ 59″ E / 41.934182°N,1.899724°E | IPA-16518     | Carregueu una nova foto d'aquest monument                                                                                               |
| La Vall de Vilaramó                                                                             |             | Obra popular XIV, XIX    | Gaià Ctra. de Navàs a Prats, km 11,7 pista esquerra 2 km            | 41° 57′ 47″ N, 1° 56′ 34″ E / 41.963124°N,1.942784°E | IPA-16519     | Carregueu una nova foto d'aquest monument                                                                                               |
| Església de Sant Esteve de Vilaramó                                                             |             | Romànic XII              | Gaià Vilaramó                                                       | 41° 56′ 53″ N, 1° 55′ 53″ E / 41.948006°N,1.931383°E | IPA-16521     | Carregueu una nova foto d'aquest monument                                                                                               |
| Capella de Sant Bartomeu de la Vall de Vilaramó                                                 |             | Romànic XII, XVIII       | Gaià Vila-ramó, ctra. de Navàs a Prats, km 11,7 pista esquerra 2 km | 41° 57′ 47″ N, 1° 56′ 31″ E / 41.962957°N,1.942063°E | IPA-16522     | Carregueu una nova foto d'aquest monument                                                                                               |
| Cal Puig                                                                                        |             | Obra popular XIX         | Gaià Galera                                                         | 41° 55′ 22″ N, 1° 53′ 52″ E / 41.922880°N,1.897759°E | IPA-16524     | Carregueu una nova foto d'aquest monument                                                                                               |
| Ca l'Obradors                                                                                   |             | Obra popular XIX         | Gaià Galera                                                         | 41° 55′ 14″ N, 1° 53′ 58″ E / 41.920505°N,1.899422°E | IPA-16525     | Carregueu una nova foto d'aquest monument                                                                                               |
| Ruïnes de l'església de Sant Pere de les Cigales, Sant Pere de la Roca o Sant Pere de Monistrol |             | Barroc XVIII             | Gaià Galera-Gramolar, pista a mà esquerra 2 km                      | 41° 55′ 10″ N, 1° 53′ 49″ E / 41.919400°N,1.896924°E | IPA-16526     | Ruïnes de l'església de Sant Pere de les Cigales (Gaià) · Vegeu més fotos d'aquest monument · Carregueu una nova foto d'aquest monument |
| Molí del Vilaró                                                                                 |             | XIX                      | Gaià Ctra. de Vilaró                                                | 41° 56′ 40″ N, 1° 54′ 06″ E / 41.944330°N,1.901794°E | IPA-16527     | Carregueu una nova foto d'aquest monument                                                                                               |
| Barraca de camp                                                                                 |             | Obra popular             | Gaià Ctra. Galera al costat de la rierola                           |                                                      | IPA-16528     | Carregueu una nova foto d'aquest monument                                                                                               |
| Barraca de vinya                                                                                |             | Obra popular             | Gaià Camí de Galera a l'Ametlla de Merola                           |                                                      | IPA-16529     | Carregueu una nova foto d'aquest monument                                                                                               |